# Learning English, Lesson One
Learning English, Lesson One – studyjny album niemieckiego zespołu punkrockowego Die Toten Hosen, wydany 11 listopada 1990 roku.

## Lista utworów
1. „Learning English - Step One” − 0:31
2. „Blitzkrieg Bop” − 1:50 (Ramones)
3. „Brickfield Nights” − 3:34 (The Boys)
4. „Step Two” − 0:11
5. „Just Thirteen” − 2:30 (The Lurkers)
6. „If the Kids Are United” − 3:08 (Sham 69)
7. „Nasty Nasty” − 2:06 (999)
8. „Step Three” − 0:17
9. „Dirty Pictures” − 2:15 (Radio Stars)
10. „Baby Baby” − 3:13 (The Vibrators)
11. „Gary Gilmore's Eyes” − 2:15 (The Adverts)
12. „Born to Lose” − 3:21 (The Heartbreakers)
13. „How the Rockafellas Went to Hollywood” − 0:18
14. „Do You Remember” − 3:25 (The Rockafellas)
15. „Carnival in Rio (Punk Was)” (Frege, von Holst/Biggs) − 3:08
16. „Step Four” − 0:18
17. „Right to Work” − 3:03 (Chelsea)
18. „Whole Wide World” − 3:19 (Wreckless Eric)
19. „Smash It Up” − 2:57 (The Damned)
20. „Stranglehold” − 2:11 (UK Subs)
21. „Step Five” − 0:22
22. „Love and a Molotov Cocktail” − 2:30 (The Flys)
23. „Do Anything You Wanna Do” − 4:27 (Eddie and the Hot Rods)
24. „Goodbye from Janet & John” − 1:01

## Dodatkowe utwory na reedycji z 2007 roku
1. „No One Is Innocent” (Steve Jones/Biggs) – 3:03
2. „Should I Stay or Should I Go?” (Mick Jones/Joe Strummer) – 2:43
3. „Rockaway Beach” (Colvin, Cummings, Erdelyi, Hyman) – 1:59
4. „Eddie & Sheena” (Rogers) – 4:24
5. „Richmond” (Billingsley, Allen, Griffiths) – 2:39
6. „In Still of the Night” (Frege, Plain) – 4:11
7. „Anything but Love” (Frege, Dangerfield) – 3:58
8. „I Met Her at the Jet Grill” (Meurer/Frege, Plain) – 1:56

## Single
- 1991 „Carnival in Rio (Punk Was)”
- 1991 „Baby Baby”
- 1992 „Whole Wide World”
- 1992 „If the Kids Are United”

## Wykonawcy
- Campino – wokal
- Andreas von Holst – gitara
- Michael Breitkopf – gitara
- Andreas Meurer – gitara basowa
- Wolfgang Rohde – perkusja

## Listy przebojów
| Rok  | Kraj       | Pozycja |
| ---- | ---------- | ------- |
| 1992 | Niemcy     | 30      |
| 1991 | Szwajcaria | 23      |
| 1991 | Austria    | 38      |